# 安地卡及巴布達歷史
安地卡及巴布達歷史相當悠久且豐富，經考古學家推斷，安地卡及巴布達在史前時代即有原住民居住，其中印第安人占絕大多數。而安地卡及巴布達在1632年開始被英國統治，於1981年獨立。

## 印第安人時期
安地卡及巴布達大約於西元前3300年開始有印地安人活動，他們普遍種植甘蔗、棉花和番石榴等經濟作物，並對附近民族進行掠奪和占領，成為當時最強盛的原住民部落之一。而印地安人的繁榮盛況只持續到1493年，哥倫布的船隊到達此處時，他們的生存才開始受到威脅，甚至成為奴隸貿易下的受害者，棉花和甘蔗的所有權也通通到哥倫布軍隊的手上。不過，哥倫布也在當地教導印地安人如何種植蔗糖。

## 英國殖民時期

### 殖民前期
1493年，哥倫布率領大批船隊來到加勒比海，航行途中發現安地卡及巴布達，最初命名為塞維利亞，命名原因是為了紀念英國 的塞維利亞大教堂。不過，當初哥倫布船隊並沒有非常足夠的武力可以直接全面統治安地卡及巴布達，最多只能進行掠奪和抓回一些奴隸。

## 外部連結
- Rulers.org — 安地卡及巴布達（页面存档备份，存于）
- 本条目引用的公有领域材料来自CIA World Factbook的网站或文档。